# فن نظيف
الفن النظيف أو المحترم أو الراقي أو الهادف أو البناء هو مصطلح تستعمله بعض الأطياف المحافظة في المجتمعات المختلفة، حيث يكون الصراع عن القيم الثقافية قائم وحرية الإبداع لا تزال غائبة.
يستعمل المتشددون دينيا مصطلح الفن القذر على كل منتوج فني لا ينسجم مع رؤيتهم المحافظة أو كل ما يخدش الحياء في نظرهم، بينما يعيبهم المتحررون على هذا الفرز الفني ويناهضون حملات المنع والرقابة والوصاية على الفن.

## هوامش
1. ↑  فنانة مغربية تستلقي وسط القمامة احتجاجا على الفن النظيف نسخة محفوظة 10 يونيو 2012 على موقع واي باك مشين.